# La Nopalera, Michoacán de Ocampo
La Nopalera är en ort i Mexiko.   Den ligger i kommunen Maravatío och delstaten Michoacán de Ocampo, i den södra delen av landet, 140 km väster om huvudstaden Mexico City. La Nopalera ligger 2 137 meter över havet och antalet invånare är 228.
Terrängen runt La Nopalera är kuperad åt sydost, men åt nordväst är den platt. Runt La Nopalera är det ganska tätbefolkat, med 111 invånare per kvadratkilometer. Närmaste större samhälle är Maravatío, 11,5 km nordväst om La Nopalera. I omgivningarna runt La Nopalera växer huvudsakligen savannskog.